# MAXON Computer
La MAXON Computer GmbH è una software house tedesca che sviluppa soluzioni 3D per l'industria creativa (grafica animata 3D, visualizzazioni architettoniche e di prodotto, grafica computerizzata per videogiochi, illustrazioni, effetti visivi, ecc.).
Fondata nel 1986 da Harald Egel, Harald Schneider e Uwe Bärtels ha sede a Friedrichsdorf in Germania e dal 2000 è parte del gruppo Nemetschek.
Essa è particolarmente nota per i suoi Software nel settore del 3D, Cinema 4D e Bodypaint 3D.

## Cinema 4D
Cinema 4D (anche noto con la sigla C4D, ora giunto alla release 21) è un software per la modellazione 3D e l'animazione. Il programma supporta tecniche di modellazione procedurale, poligonale e solida, la creazione e l'applicazione di texture, la gestione dell'illuminazione, l'animazione e il rendering delle scene.
Cinema 4D è dedicato principalmente alla postproduzione di film per la realizzazione di effetti speciali, principalmente grazie al modulo opzionale Bodypaint 3D.
È apprezzato anche nel mondo della grafica e dell'animazione, grazie all'integrazione con i più diffusi software del settore, come Adobe After Effects.

## Bodypaint 3D
Bodypaint 3D è un nodo integrato in Cinema 4D, ma anche venduto separatamente, che permette di effettuare una pittura e mappatura UV direttamente sui modelli 3D.